# Leek (ancienne commune)
Leek est une ancienne commune néerlandaise, située dans la province de Groningue. Le 1er janvier 2019, elle est supprimée et rattachée à la nouvelle commune de Westerkwartier.

## Géographie
Elle s'étendait sur 64,27 km2 à l'ouest de Groningue et était limitrophe des provinces de Drenthe de Frise. Elle regroupait les localités de Leek, Diepswal, Enumatil, Lettelbert, Midwolde, Oostwold, Tolbert et Zevenhuizen.

## Histoire
Avant 1990, la commune comprenait également une partie de Boerakker, l'autre étant sur Marum. Le 1er janvier 2019, Leek fusionne avec les communes de Grootegast, Marum et Zuidhorn, ainsi qu'avec une partie de celle de Winsum, pour former la nouvelle commune de Westerkwartier.

## Démographie
en 2018, la commune comptait 19 669 habitants